# Pfarrkirche Haindorf

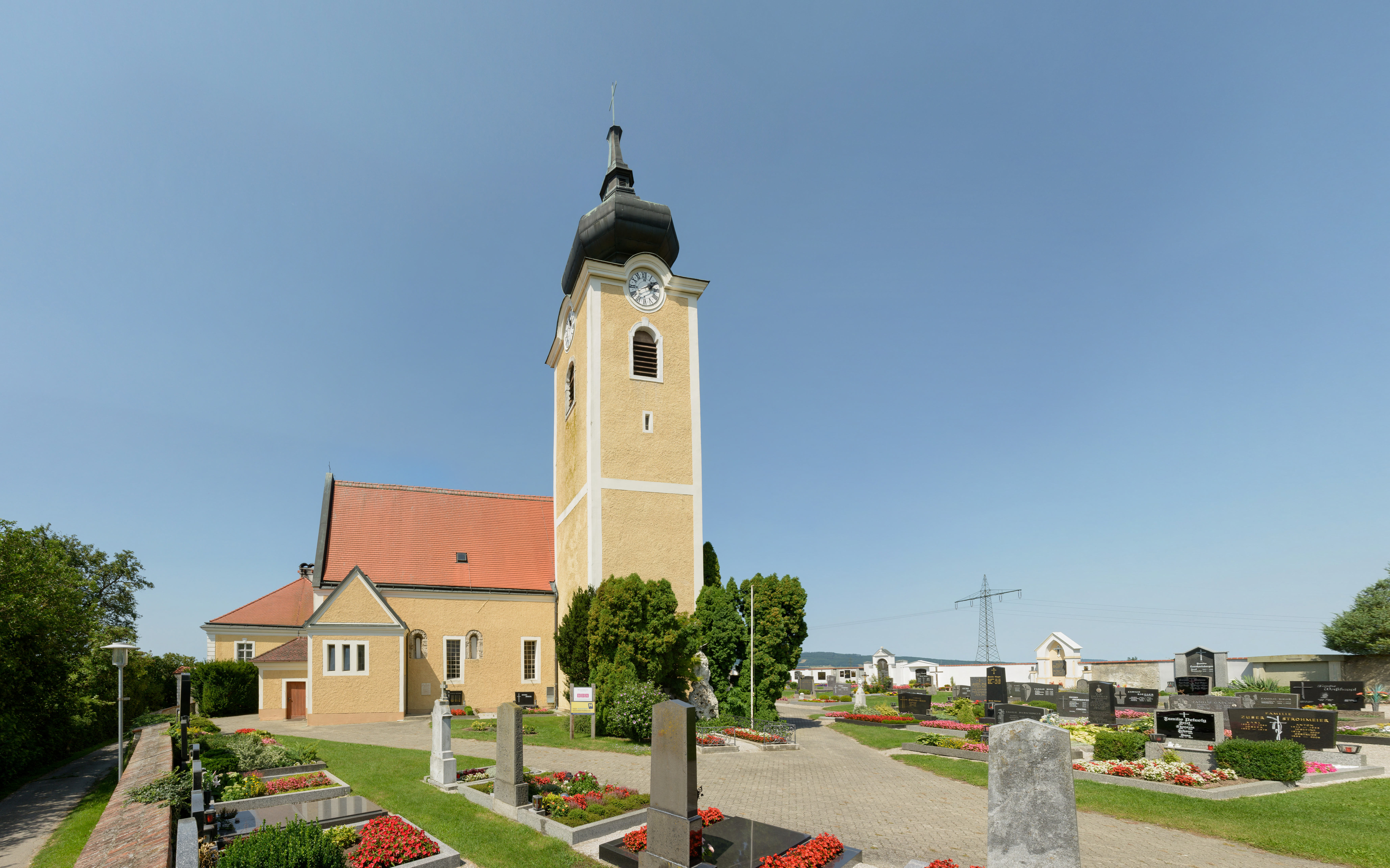
Katholische Pfarrkirche Hll. Peter und Paul in Haindorf

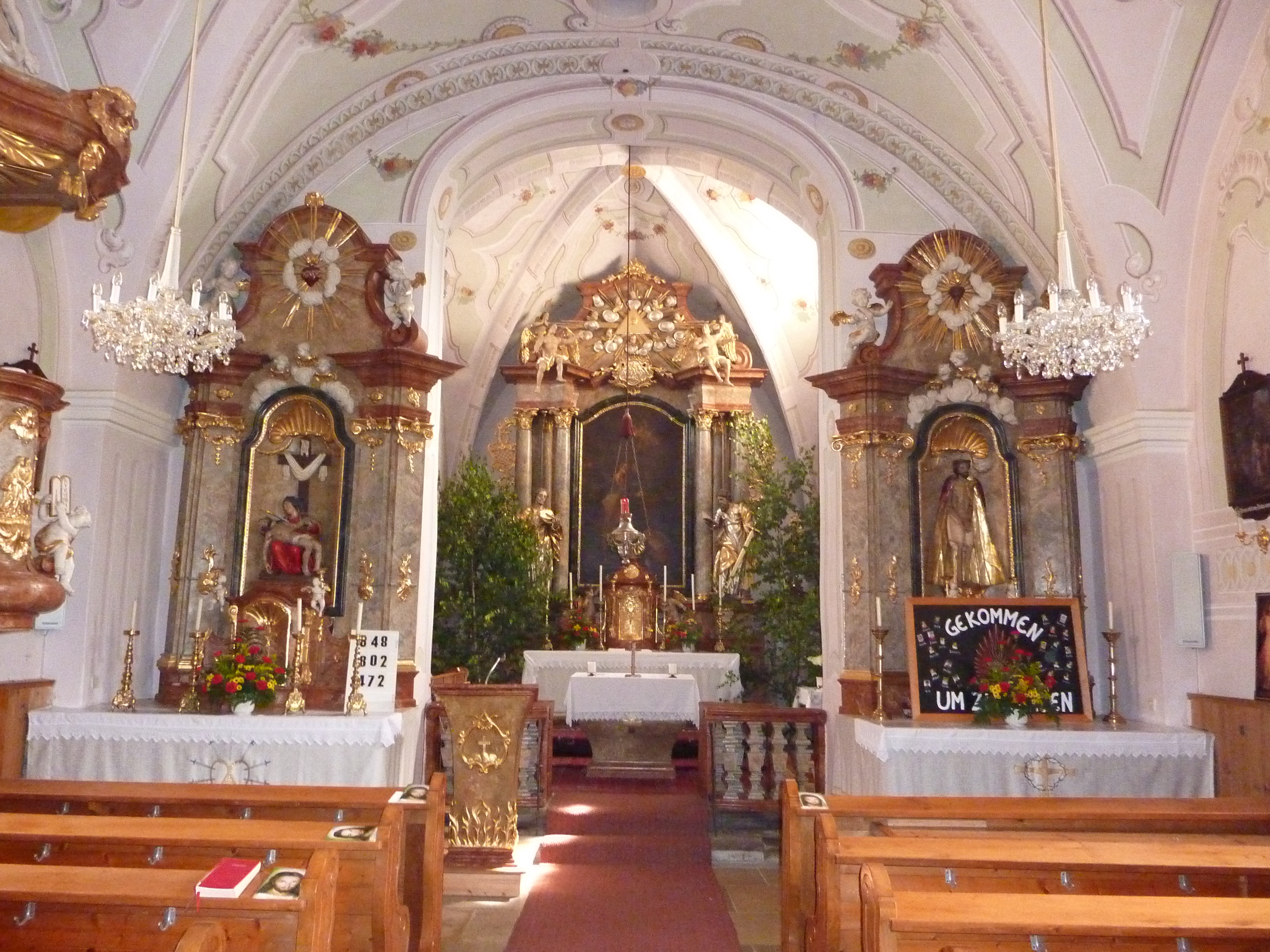
Langhaus, Blick zum Chor

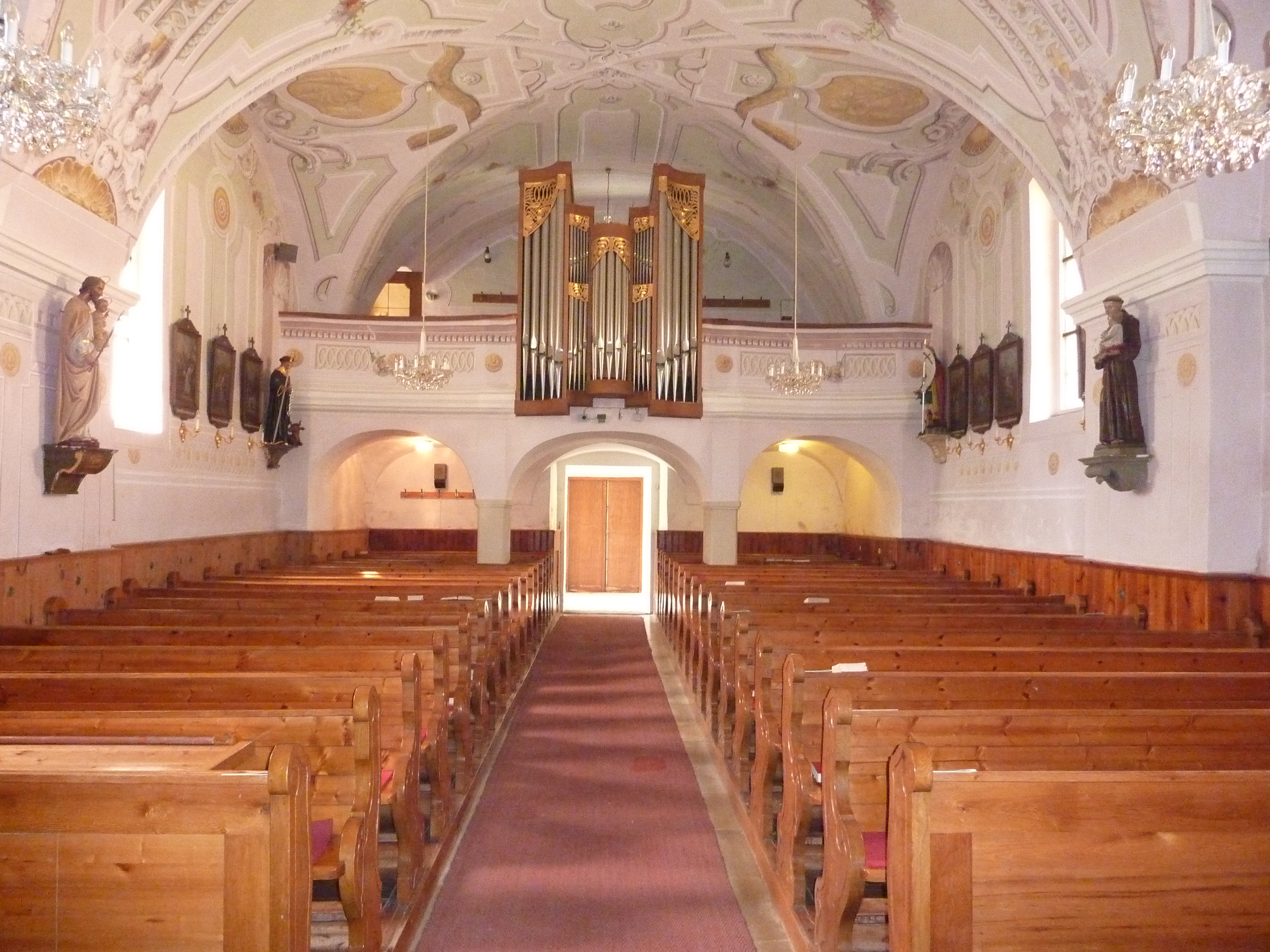
Langhaus, Blick zur Orgelempore

Die Pfarrkirche Haindorf steht erhöht über dem Ort Haindorf in der Marktgemeinde Markersdorf-Haindorf im Bezirk St. Pölten-Land in Niederösterreich. Die dem Patrozinium der Heiligen Peter und Paul unterstellte römisch-katholische Pfarrkirche – dem Stift Göttweig inkorporiert – gehört zum Dekanat Melk in der Diözese St. Pölten. Die Kirche und der Friedhof stehen unter Denkmalschutz (Listeneintrag).

## Geschichte
Urkundlich wurde die Kirche vor 1130 durch Ulrich von Pernegg an das Stift Göttweig geschenkt. Zwischen 1220 und 1297 erfolgte die Erhebung zur Pfarre. 1683 und 1741 erlitt die Kirche Brände. 1784 erfolgte die Inkorporation an das Stift Göttweig. 1979 wurde die Kirche innen und 1999 außen restauriert.

## Architektur
Der im  Kern romanische Kirchenbau mit einem barockisierten Langhaus mit einem leicht eingezogenen Rechteckchor mit einem Südturm ist von einem Friedhof umgeben.
Das Kirchenäußere zeigt eine Kirche unter einer einheitlichen Trauflinie, das Langhaus mit hohen Rechteckfenstern unter einem abgewalmten Satteldach. 1979 wurden an der Nordwand rundbogige romanische Fenstergewände und am Chor ein wieder vermauertes romanisches Drillingsfenster freigelegt. Im Westen ist das Portal unter einem Vorbau mit einem Walmdach, sowie im Süden ein kleiner Anbau mit einem Emporenaufgang, ebendort ein Fragment eines mittelalterlichen rundbogigen Portalgewändes. Der Chor hat an den Ecken übereck gestellte Strebepfeiler und ein vermauertes gotisches Spitzbogenfenster aus dem 14. Jahrhundert und im Norden und Süden ein querovales Fenster aus dem 20. Jahrhundert. Nordseitig am Chor ist ein Sakristeianbau aus dem Ende des 18. Jahrhunderts. Der massive hohe zweigeschoßige Turm, im Kern romanisch, wurde von 1755 bis 1787 erhöht, er zeigt Schlitzluken, Rundbogenfenster im Glockengeschoß, die Uhrengiebel und der Zwiebelhelm entstand 1778.
Südseitig am Chor steht ein monumentales Kruzifix von Veit Schmidt aus dem Ende des 18. Jahrhunderts. Das südseitige Kriegerdenkmal mit einem bekrönenden Adler aus Naturstein entstand um 1919.
Das Kircheninnere zeigt im Langhaus und Chor Decken- und Wandmalereien von Andreas Rudroff 1794–1800.

## Ausstattung
Der Hochaltar als barockes Doppelsäulenretabel baute Johann Peter Tornier in der ersten Hälfte des 18. Jahrhunderts mit geschwungenen Gebälk, er trägt einen 1755 aufgesetzten Volutengiebel mit dem Auge-Gottes-Symbol, das Altarblatt Abschied der Apostelfürsten malte Martin Johann Schmidt 1758, es wird flankiert von den Seitenfiguren Peter und Paul von Johann Peter Tornier 1710. Eine Kartusche zeigt das Wappen von Abt Odiolo Piazol 1767. Die Opfergangsportale sind mit Vasen bekrönt.
Die Kreuzwegbilder als Kopien des Mauterner Kreuzweges von Martin Johann Schmidt schuf Hugo Jäckel 1912.
Die Orgel als Brüstungswerk baute Gerhard Hradetzky 1978. Eine Glocke nennt Franz Josef Scheichel 1779.
In der westlichen Vorhalle befindet sich ein Giebel einer zusammengesetzten römischen Grabstelle aus dem 2. Jahrhundert mit einem Porträtbrustbild einer Frau, das Friesrelief zeigt an Bäumen nagende Tiere.